# Hans Gorzynski
Hans Gorzynski (* 28. April 1908 in Magdeburg; † unbekannt) war ein deutscher Politiker der DDR-Blockpartei CDU. Er war von 1956 bis 1963 Abgeordneter der Volkskammer der DDR.

## Leben
Gorzynski, Sohn eines Arbeiters, erhielt nach dem Besuch der Mittelschule und der kaufmännischen Fortbildungsschule in Magdeburg eine Ausbildung als Versicherungskaufmann. Er arbeitete bei verschiedenen Versicherungsgesellschaften und war von 1931 bis 1933 Gewerkschaftssekretär im Allgemeinen Verband der Versicherungsangestellten in Dresden. Zum 1. Mai 1933 trat er der NSDAP bei (Mitgliedsnummer 2.989.947). Ab 1937 war er Inhaber und Leiter eines Einzelhandelsgeschäfts in Weimar.
Nach dem Ende des Zweiten Weltkrieges wurde er 1946 Mitglied der CDU. Von 1951 bis 1954 war er Stadtverordneter in Weimar. Ab 1952 war er Vorsitzender des CDU-Kreisverbandes Weimar und ab 1953 Mitglied des CDU-Bezirksvorstandes Erfurt. Von 1954 bis 1956 war er Abgeordneter des Bezirkstages Erfurt. Von 1954 bis 1956 war er Nachfolgekandidat der Volkskammer. Am 18. Januar 1956 wurde er auf der 10. Sitzung der Volkskammer als neues Mitglied der CDU-Fraktion in der Volkskammer aufgenommen. Von 1957 bis 1958 war er Mitglied des Ausschusses für Arbeit und Sozialpolitik und von 1958 bis 1963 des Wirtschaftsausschusses der Volkskammer.
Er war Inoffizieller Mitarbeiter des Ministeriums für Staatssicherheit. Ab 1958 war er Mitglied des Nationalrates der Nationalen Front und Mitglied der Arbeitsgruppe Mittelstand.

## Auszeichnungen
- 1955 Ehrennadel der Nationalen Front
- 1958 Ehrennadel der CDU
- 1959 Ernst-Moritz-Arndt-Medaille